# Tiama

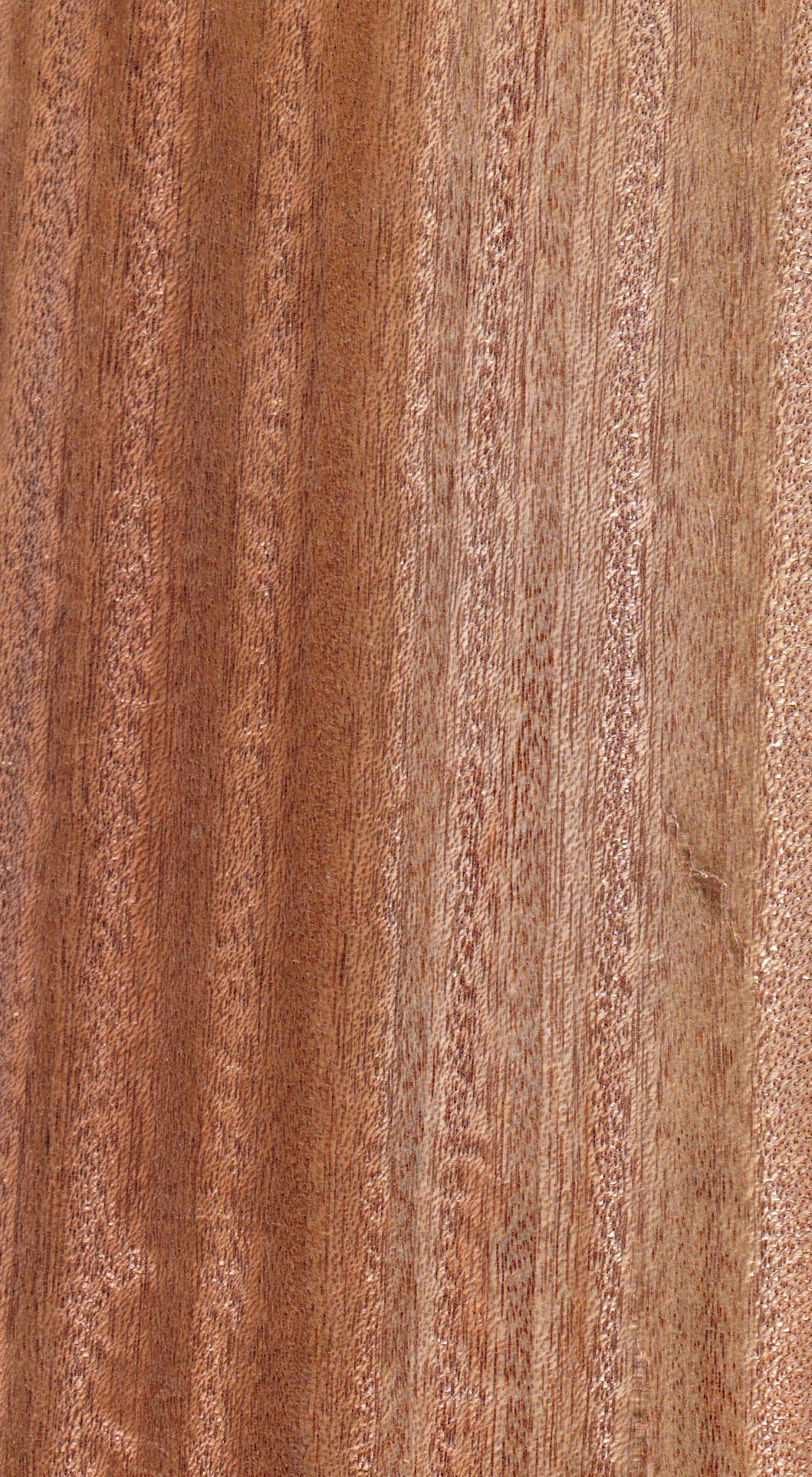
Kwartiers vlak: duidelijke kruisdraad, kern- en spinthout

Tiama is een houtsoort afkomstig van Entandrophragma angolense (familie Meliaceae). Deze boom komt voor in Midden- en West-Afrika.
Het is kruisdradig, met roodbruin kernhout en rozegrijs spinthout. Het wordt gebruikt voor buiten- en binnenschrijnwerk waaronder meubels, trappen, fineer en beeldhouwhout. 

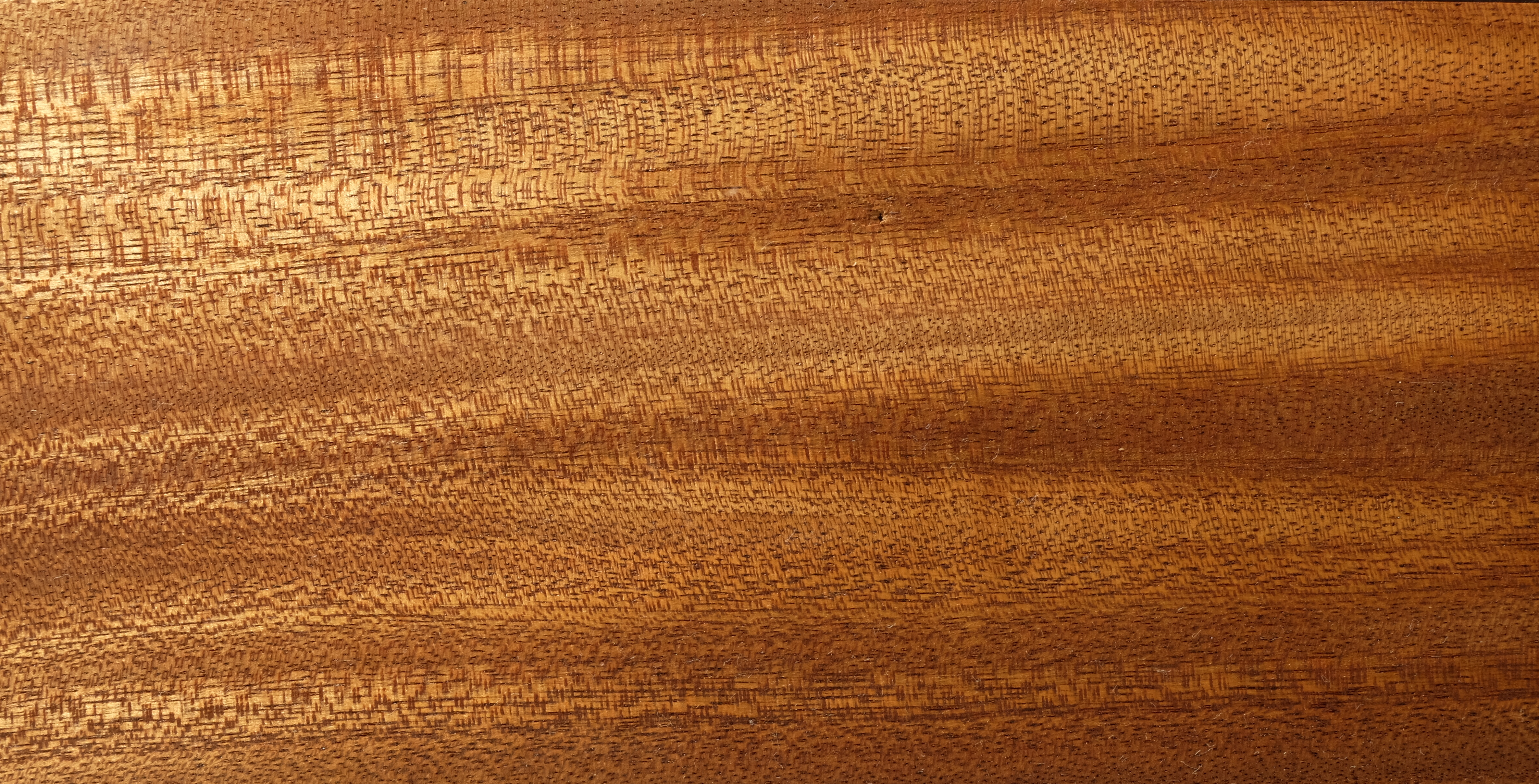